# Blang Oi
Blang Oi is een bestuurslaag in het regentschap Banda Aceh van de provincie Atjeh, Indonesië. Blang Oi telt 1720 inwoners (volkstelling 2010).